# Pavel Gourtchenko
Pavel Gourtchenko (en russe : Павел Гурченко) est un joueur russe de volley-ball né le 9 avril 1981. Il mesure 1,91 m et joue réceptionneur-attaquant.

## Clubs
| Club             | De        | À         |
| ---------------- | --------- | --------- |
| SGIFK Smolensk   | 1999-2000 | 2007-2008 |
| Dinamo Léningrad | 2008-2009 | 2012-2013 |
| Prikame Perm     | 2013-2014 | ...       |

## Palmarès
Néant.